# آپارسیدو لیما
آپارسیدو لیما (به پرتغالی: Aparecido Francisco de Lima) مهاجم اهل برزیل است که در شهر الورادا دو سول و در تاریخ ۲ نوامبر ۱۹۸۱ به دنیا آمده‌است.
آپارسیدو لیما در تیم‌های فوتبال کوریتیبا سابقهٔ حضور دارد.